# Куянцев, Павел Павлович
Павел Павлович Куянцев (3 [16] марта 1912, Владивосток — 22 февраля 1997, Владивосток) — советский капитан дальнего плавания, художник.

## Биография
Родился 3 марта 1912 года во Владивостоке. Его отец был моряком, участвовал в русско-японской войне, оборонял Порт-Артур, находился в японском плену; затем ходил на судах Добровольного флота.
Рисованием Павел увлекся еще в детстве. В 1927 году, после окончания седьмого класса, подал заявление в морской техникум; начал обучаться в штурманском классе. По окончании техникума начал морскую службу юнгой. Потом был помощником кочегарного дневального на пароходе «Астрахань», матросом и позднее — старшиной катера, буксировавшего вдоль побережья корейские шаланды. В 1935 году стал штурманом и начал ходить в дальние плавания. 
Капитаном судна стал в 26 лет — принял под свою команду теплоход «А. Андреев». Во время Великой Отечественной войны ходил в США и Канаду на пароходе «Дальстрой» военным и старшим помощником, участвовал в десантных операциях в Корее и на Сахалине. Был награжден орденом Красного Знамени (1946). После войны продолжил работу на этом пароходе, на котором 24 июля 1946 года во время погрузки аммонала в Находке из-за нарушений техники безопасности произошёл взрыв, повлёкший гибель ста пяти человек. Оставшийся в живых старший помощник капитана парохода П. П. Куянцев написал книгу «Я бы снова выбрал море…», одна из глав которой посвящена этой трагедии.
С детства Павел Куянцев мечтал побывать в Антарктиде. В 1959 году, будучи капитаном построенного в ГДР теплохода «Зайсан», обратился с письмом тогдашнему министру морского флота СССР с просьбой направить его к ледяному континенту. В 1961 году он был направлен дублером капитана на теплоход «Кооперация», на котором в 1962 году побывал в Антарктиде.
Наряду со своей работой на флоте, П. П. Куянцев занимался рисованием, специализировался в акварели, работал в жанре марины; создал несколько тысяч картин.
В 1970 году студия «Дальтелефильм» посвятила Павлу Куянцеву один из своих фильмов.
В 1992 году во Владивостоке состоялась персональная выставка Павла Куянцева, посвящённая его 80-летию.
Умер 22 февраля 1997 года во Владивостоке.